# Günter von Drenkmann
George Richard Ernst Günter von Drenkmann, més conegut com a Günter von Drenkmann, (Berlín, 9 de novembre de 1910 - Berlín Occidental, 10 de novembre de 1974) va ser un advocat i jutge alemany. El 1967 va ser nomenat president del tribunal de districte de Berlín (Kammergericht), càrrec que ja havia ocupat el seu avi, Edwin von Drenkmann, entre 1890 i 1904. Durant un intent de segrest del Moviment 2 de Juny va morir assassinat.

## Trajectòria

### Procedència i connexions
Nascut a Berlín, provenia d'una família amb influències. Els "Drenckmanns" s'havien convertit en "von Drenckmanns" quan el seu avi va ser ennoblit el 1901. El seu pare, Edwin von Drenkmann (1864-1944) havia estat un alt funcionari financer prussià (Geheime Oberfinanzrat). La seva mare, nascuda com a Helen Drory (1874-1968), era néta de Leonard Drory (1800-1866), un empresari de Colchester, Anglaterra, i la seva dona.
Més tard, un dels fills de Günter von Drenkmann, Peter von Drenkmann, també va exercir com a president del tribunal de districte de Berlín (Kammergericht) entre 1999 i 2005.

### Primers anys
Drenkmann va estudiar Dret a les universitats de Tübingen, de Munic i la Humboldt de Berlín. La seva educació es basava en l'expectativa de seguir la tradició familiar i convertir-se en jutge. Tanmateix, a principis de 1933 els nazis van prendre el poder i no van perdre temps en transformar Alemanya en una dictadura unipartidista. Drenckmann es va negar repetidament a unir-se a qualsevol organització relacionada amb els nazis, per la qual cosa no va poder convertir-se en jutge. En canvi, va treballar en qüestions legals a la indústria i per a la cambra de comerç.
A finals de la dècada de 1930, juntament amb el seu amic Francis Wolff, va ser membre del Hot Club Berlin. Aquest era un cercle d'amics que es reunien en privat per escoltar música jazz prohibida. També van establir contacte amb un o dos músics de jazz com Herb Flemming. El 1939, Wolff, que era jueu, va emigrar a Nova York per fugir de la repressió nazi. Allà va construir una carrera com a executiu d'èxit de la companyia discogràfica mentre que Drenkmann es va quedar a Alemanya.
L'abril de 1939 es va casar amb Lilo Morgenroth.

### Anys mitjans
El maig de 1945 va marcar la fi de la Segona Guerra Mundial i la fi del règim nazi. Drenkmann es trobava entre els relativament pocs advocats que s'havien mantingut independents del partit nazi. Per temperament, va ser un socialdemòcrata liberal i, com a màxim, el 1945, es va convertir en militant del Partit Socialdemòcrata d'Alemanya (SPD).
La seva carrera com a jutge va començar el 1947 amb el nomenament en assumptes civils al tribunal de districte de Berlín (Kammergericht). Fidel a la seva tradició familiar, ràpidament va seguir una successió de promocions. El 1967 va ser seleccionat com a president del tribunal de districte de Berlín (Kammergericht).

## Mort
Drenkmann va celebrar el seu seixanta-quatrè aniversari el 9 de novembre de 1974 i tenia previst jubilar-se un any després. El diumenge 10 de novembre de 1974 estava a casa amb la seva dona i un visitant inesperat va aparèixer a la porta. Quan va sonar el timbre va anar a obrir-la, col·locant preventivament la cadena al baldó perquè alguna cosa no li semblava bé. Diversos agressors van entrar a l'apartament per la força. Hi va haver una estira i arronsa fins que els agressors van disparar una pistola i una Bala expansiva ("dumdum") de calibre .38 el va ferir de mort. Els veïns van veure com els atacants s'escapaven en dos cotxes. Posteriorment, Drenkmann va morir de camí a l'hospital.
El Moviment 2 de Juny va reivindicar l'assassinat contra algú que va considerar un dels «responsables... de l'assassinat d'un camarada».
El dia anterior, Holger Meins, un estudiant membre de la Fracció de l'Exèrcit Roig (RAF), havia mort a la presó juvenil de Wittlich, on havia estat detingut. Meins era conegut com un home gros, però només pesava 39 quilograms en el moment de la seva mort. El resultat d'aquesta devallada de massa corporal va venir determinada per la vaga de fam que ell i altres presos de la RAF havien fet en un esforç per pressionar les autoritats perquè milloressin les condicions a la presó.
Es va trobar que l'atac a Drenkmann formava part d'un segrest previst per obtenir un rescat que va sortir malament. Alguns dels militants creien que tenien una "necessitat d'escalar el seu perfil".
El 1986, sis membres del Moviment 2 de Juny van ser processats en el conegut com a judici Lorenz-Drenkmann, que va cobrir tant l'assassinat de Günter von Drenkmann el 1974 com el segrest de Peter Lorenz el 1975. El tribunal no va poder atribuir l'assassinat de Drenkmann a cap de les sis persones jutjades i encara no és clar qui el va matar. Els sis acusats van ser condemnats pel segrest de Peter Lorenz i la pertinença a associació criminal. Van ser condemnats a penes de presó substancials, de fins a quinze anys cadascun.
L'assassinat de Drenkmann se cita amb freqüència com el primer d'una sèrie d'accions militants àmpliament divulgades a l'Alemanya Occidental.
Davant de l'Ajuntament de Schöneberg, a Berlín, es va celebrar un funeral d'estat en el qual van assistir més de 20.000 persones. El president d'Alemanya Occidental, Walter Scheel, va fer un breu discurs, demanant que tots els demòcrates s'unissin a la guerra contra el terrorisme.

## Commemoració
A l'antic edifici del jutjat de Berlín-Charlottenburg es va col·locar una placa commemorativa de bronze en honor seu. Quan el tribunal es va traslladar a Berlín-Schöneberg es va col·locar una altra placa commemorativa prop de l'entrada. No obstant això, els plans anunciats el 2004 per canviar el nom del carrer on es troba el nou edifici des d'Elßholzstraße fins a Drenkmannstraße no s'han implementat. «Els processos de control continuen» va ser l'explicació d'Andrea Boehnke, parlant en nom del Ministeri de Justícia d'Alemanya, quan se li va preguntar el 2014.